# Kenneth Lewis Brown
Pour les articles homonymes, voir Brown.
Kenneth Lewis Brown, également appelé Kenneth L. Brown, est un anthropologue américain né en 1936 à Los Angeles.

## Biographie
Après avoir étudié à l'université de Chicago et obtenu un Ph.D (doctorat) en études islamiques à l'université de Californie à Los Angeles, en 1969, Kenneth Lewis Brown a notamment enseigné l'anthropologie sociale à l'université de Manchester au Royaume-Uni, de 1971 à 1992. Fondateur et directeur de la revue Méditerranéennes, il vit actuellement à Marseille.

## Ouvrages
- (en) People of Salé : Tradition and Change in a Moroccan City, 1830-1930, Cambridge (Massachusetts), Harvard University Press, 1976, 265 p. (ISBN 978-0-674-66155-4) Une traduction en français réalisée par Fernand Podevin et revue par Zakya Daoud, avec une préface de Mohamed Naciri, a été publiée en 2001 : Les Gens de Salé : Tradition et changement dans une ville marocaine de 1830 à 1930, Casablanca, Eddif, coll. « Essai », 322 p.  (ISBN 9789981090538).
- L'Irak de la crise au chaos : Chroniques d'une invasion, Paris, Ibis Press, 2004, 321 p. (ISBN 978-2-910728-39-7) Préface de Stéphane Hessel.